# Chicago Film Critics Association Awards 2018
31. ročník předávání cen asociace Chicago Film Critics Association se konal dne 8. prosince 2018.

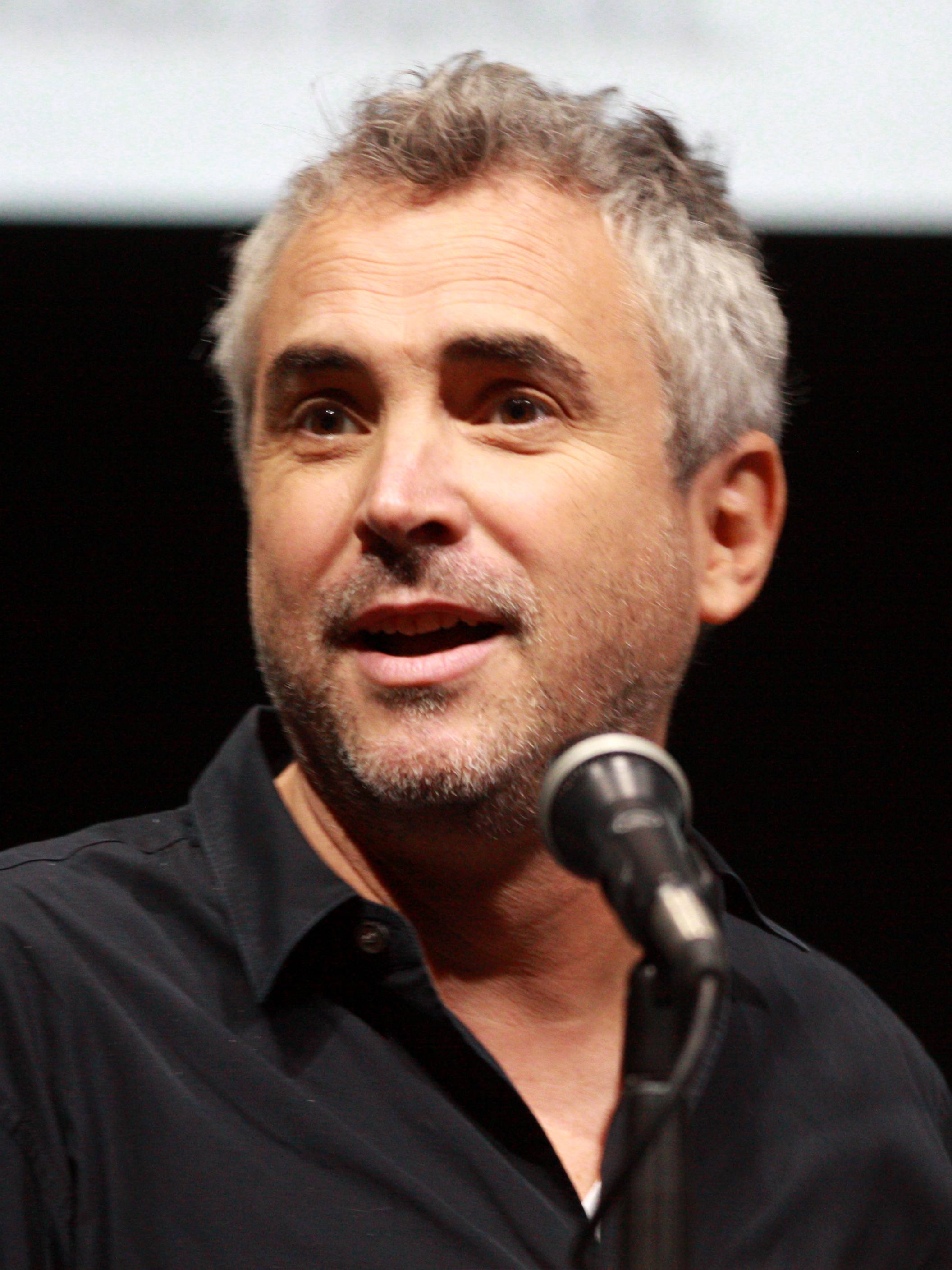
Alfonso Cuaron vítěz v kategorii nejlepší režisér

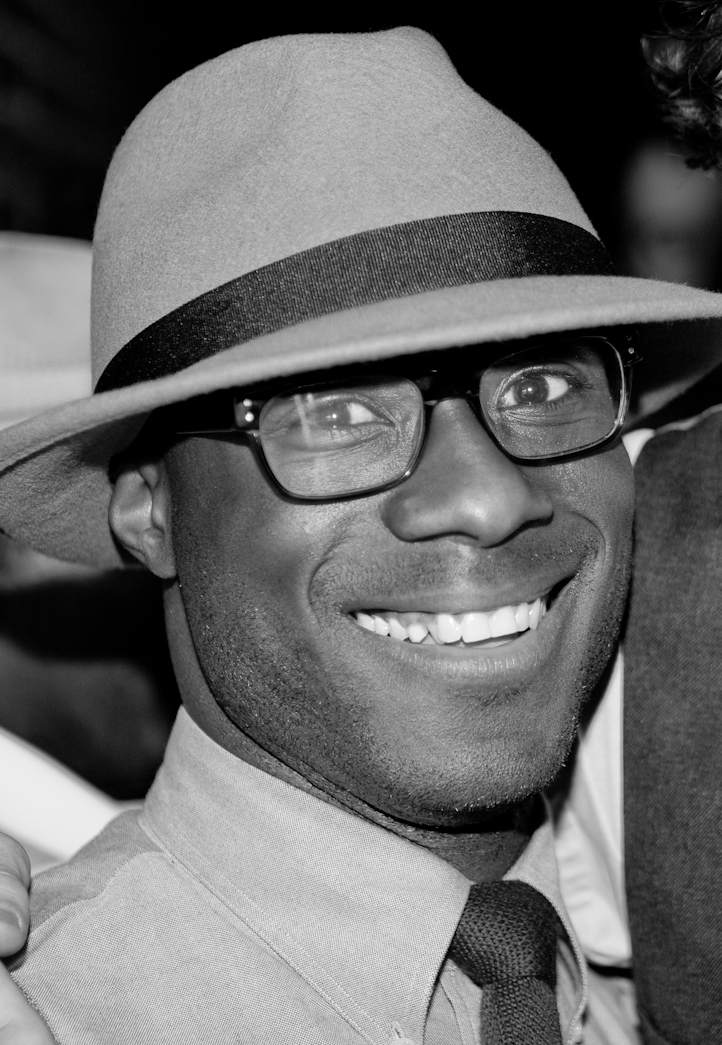
Barry Jenkins vítěz v kategorii nejlepší adaptovaný scénář

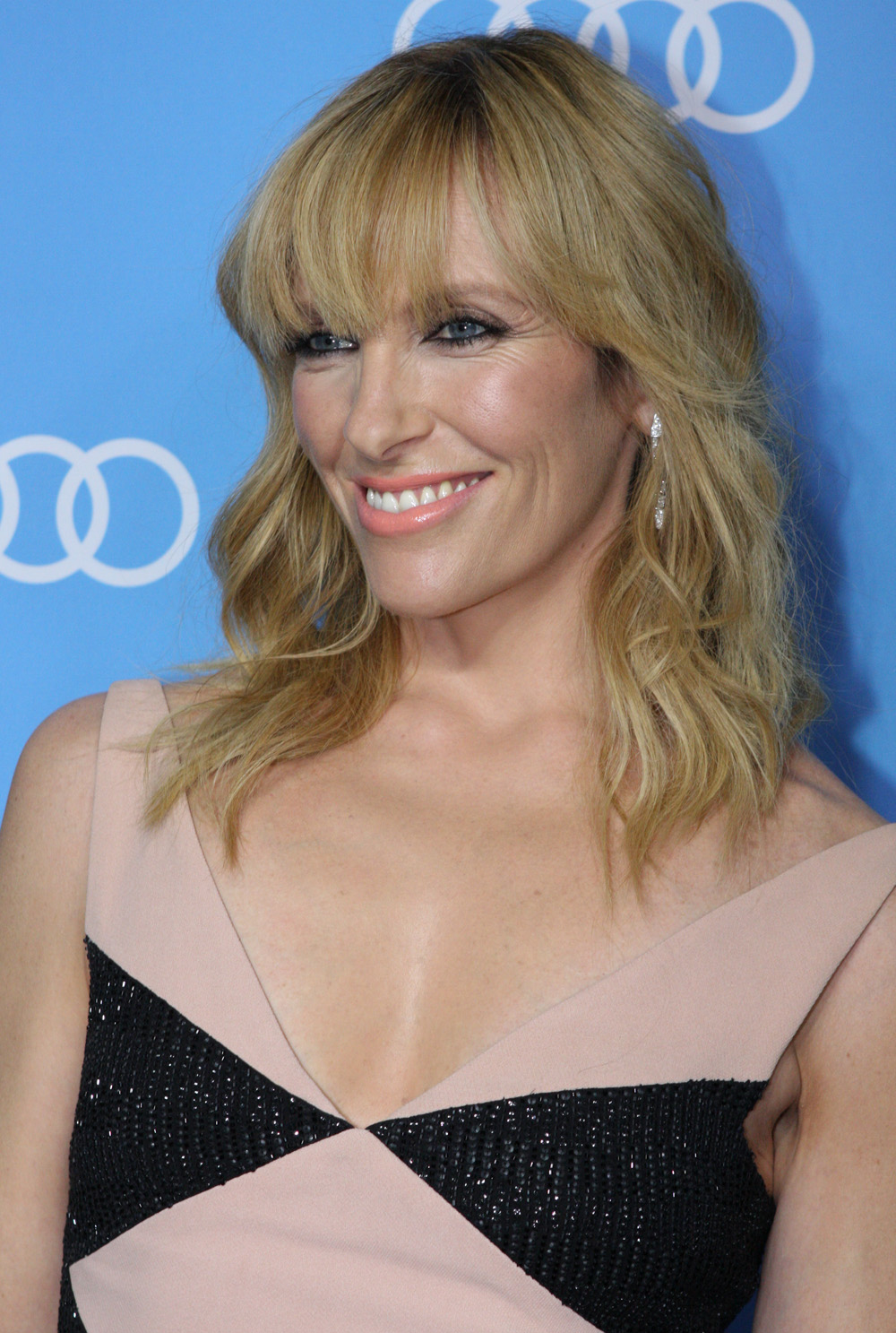
Toni Collette vítězka v kategorii nejlepší herečka v hlavní roli

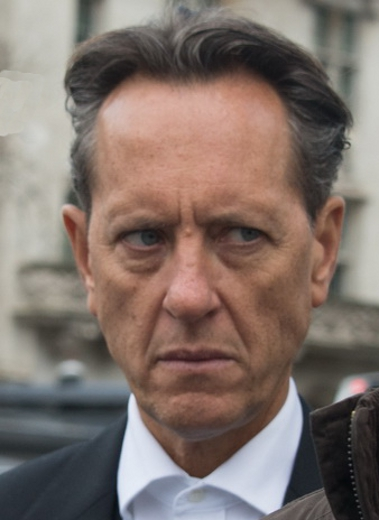
Richard E. Grant vítěz v kategorii nejlepší herec ve vedlejší roli

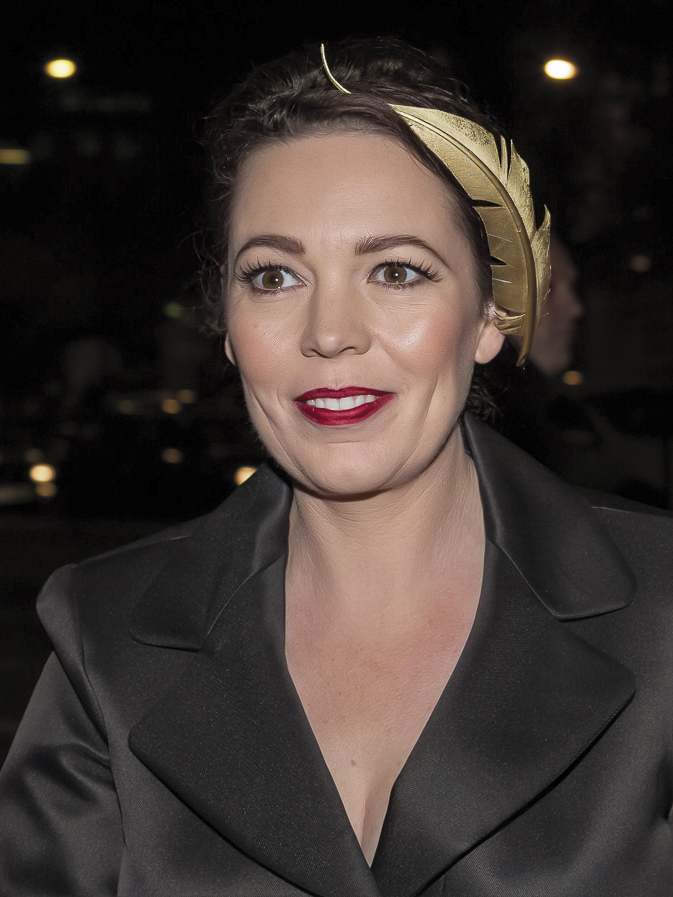
Olivia Colmanová vítězka v kategorii nejlepší herečka ve vedlejší roli

## Vítězové a nominovaní

### Nejlepší film
Roma
- Zrodila se hvězda
- Favoritka
- Zoufalství a naděje
- Děsivé dědictví

### Nejlepší režisér
Alfonso Cuaron - Roma
- Bradley Cooper - Zrodila se hvězda
- Yorgos Lanthimos - Favoritka
- Lynne Ramsay - Nikdys nebyl
- Paul Schrader - Zoufalství a naděje

### Nejlepší adaptovaný scénář
Kdy ulice Beale mohla mluvit – Barry Jenkins
- BlacKkKlansman - Spike Lee, David Rabinowitz, Charlie Wachtel a Kevin Wilmott
- Dokážete mi kdy odpustit? – Nicole Holofcener a Jeff Whitty
- Ztratili jsme Stalina – Armando Iannucci, David Schneider, Ian Martin s Peter Fellows
- Zrodila se hvězda – Bradley Cooper, Will Fetters a Eric Roth

### Nejlepší původní scénář
Zoufalství a naděje - Paul Schrader
- Osmá třída - Bo Burnham
- Favoritka - Deborah Davis a Tony McNamara
- Roma - Alfonso Cuaron
- Vice - Adam McKay

### Nejlepší herec v hlavní roli
Ethan Hawke - Zoufalství a naděje
- Christian Bale - Vice
- Bradley Cooper - Zrodila se hvězda
- Rami Malek - Bohemian Rhapsody
- Joaquin Phoenix - Nikdys nebyl

### Nejlepší herečka v hlavní roli
Toni Collette - Děsivé dědictví
- Yalitza Aparicio - Roma
- Lady Gaga - Zrodila se hvězda
- Regina Hall - Holky sobě
- Melissa McCarthy - Dokážete mi kdy odpustit?

### Nejlepší herec ve vedlejší roli
Richard E. Grant - Dokážete mi kdy odpustit?
- Mahershala Ali - Zelená kniha
- Timothee Chalamet - Beautiful Boy
- Michael B. Jordan - Black Panther
- Steven Yeun - Vzplanutí

### Nejlepší herečka ve vedlejší roli
Olivia Colmanová - Favoritka
- Elizabeth Debicki - Vdovy
- Zoe Kazan - Balada o Busterovi Scuggsovi
- Regina Kingová - Kdy ulice Beale mohla mluvit
- Rachel Weisz - Favoritka

### Nejlepší dokument
Nerovná jízda - Bing Liu
- Free Solo - Elizabeth Chai Vasarhelyi a Jimmy Chin
- RBG - Julie Cohen a Betsy West
- Tři blízcí neznámí - Tim Wardle
- Won't You Be My Neighbor? - Morgan Neville

### Nejlepší cizojazyčný film
Roma - Alfonso Cuaron (Mexiko)
- Vzplanutí - Lee Chang-dong (Jižní Korea)
- Kafarnaum - Nadine Labaki (Libanon)
- Studená válka - Paweł Pawlikowski (Polsko)
- Zloději - Hirokazu Kore-eda (Japonsko)

### Nejlepší animovaný film
Spider-Man: Paralelní světy
- Úžasňákovi 2
- Psí ostrov
- Raubíř Ralf a internet
- Sběratel Ruben Brandt

### Nejlepší kamera
Alfonso Cuaron - Roma
- Łukasz Żal - Studená válka
- Robbie Ryan - Favoritka
- Linus Sandgren - První člověk
- James Laxton - Kdy ulice Beale mohla mluvit

### Nejlepší střih
Alfonso Cuaron a Adam Gough - Roma
- Tom Cross - První člověk
- Bob Murawski a Orson Welles - Odvrácená strana větru
- Joe Walker - Vdovy
- Joe Bini - Nikdys nebyl

### Nejlepší výprava
Favoritka
- Annihilation
- Black Panther
- Paddington 2
- Roma

### Nejlepší skladatel
Nicholas Britell - Kdy ulice Beale mohla mluvit
- Justin Hurwitz - První člověk
- Jóhann Jóhannsson - Mandy – Kult pomsty
- Thom Yorke - Suspiria
- Jonny Greenwood - Nikdys nebyl

### Nejlepší vizuální efekty
Annihilation
- Black Panther
- První člověk
- Mission: Impossible – Fallout
- Paddington 2

### Nejslibnější filmař
Ari Aster - Děsivé dědictví
- Bo Burnham - Osmá třída
- Bradley Cooper - Zrodila se hvězda
- Bing Liu - Nerovná jízda
- Boots Riley - Sorry to Bother You

### Nejslibnější umělec
Elsie Fisher - Osmá třída
- Yalitza Aparicio - Roma
- Lady Gaga - Zrodila se hvězda
- Thomasin Harcourt McKenzie - Beze stopy
- John David Washington - BlacKkKlansman a Monsters and Men